# Поліська кухня

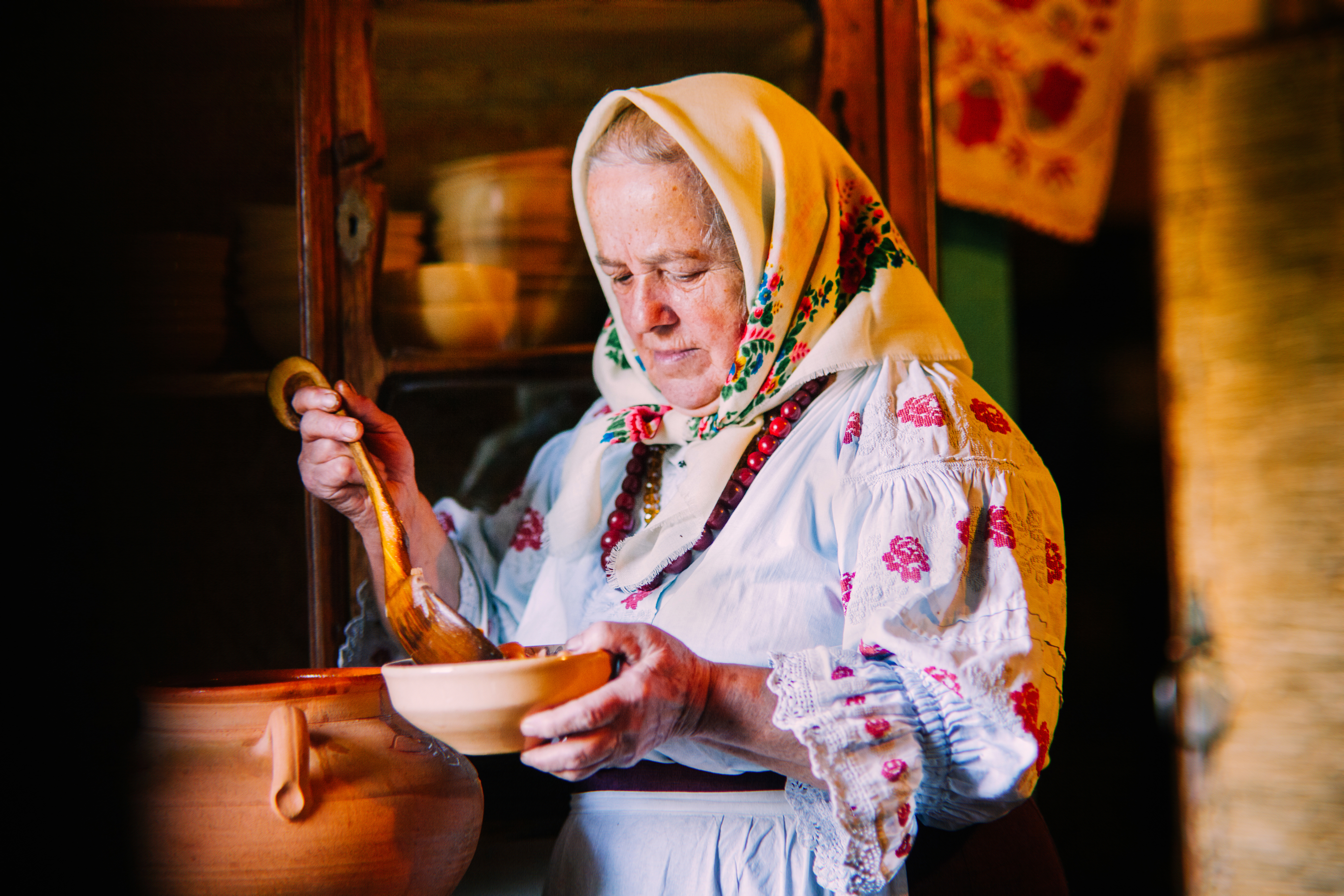
Традиційна поліська кухня — це кухня субетносу поліщуків

 Полі́ська ку́хня — регіональна кухня Полісся, регіону, що знаходиться на стику чотирьох сучасних держав: переважно України та Білорусії, меншою мірою — Польщі та Росії. Провідну роль формуванні поліської кухні зіграла етнічна група поліщуки.

## Продукти та страви
Географічне розташування Полісся, його клімат та природа зумовили традиції харчування мешканців цього регіону. Найбільш поширеною зерновою культурою на Поліссі здавна було жито, зафіксоване тут починаючи з VІ століття до н. е. Ще в XIX - початку XX століття воно, як і раніше, займала 50-60% посівних площ. Крім цього, у цьому лісовому та болотистому регіоні сіяли гречку, просо та ячмінь. А ось пшениця була і продовжує бути менш поширеною у сільському господарстві через малопридатні для її вирощування грунти. З цієї причини поліщуки здавна віддавали перевагу саме житньому хлібу та іншим стравам з житнього борошна. Пшеничні види хліба зазвичай випікали до свят. Хліб у цій місцевості завжди мав особливу обрядову роль: різні його види випікали до світських та релігійних свят: це весілля, хрестини, зустріч гостей, поминки, проводи та ін. Яскраві приклади – книш, поліський лежень. З дорожчого пшеничного борошна пекли калачі, паляницю, пироги з грибами, капустою, сиром, ягодами, горіхами. До весілля - пшеничні короваї та верчі (тип калачів) .
Дуже поширеним на Поліссі був схожий на кисіль жур з вівса. До нього додавали за бажанням солі, олії, картоплі, їли вприкуску з калиною, печеною картоплею, а влітку зі свіжіми ягодами.

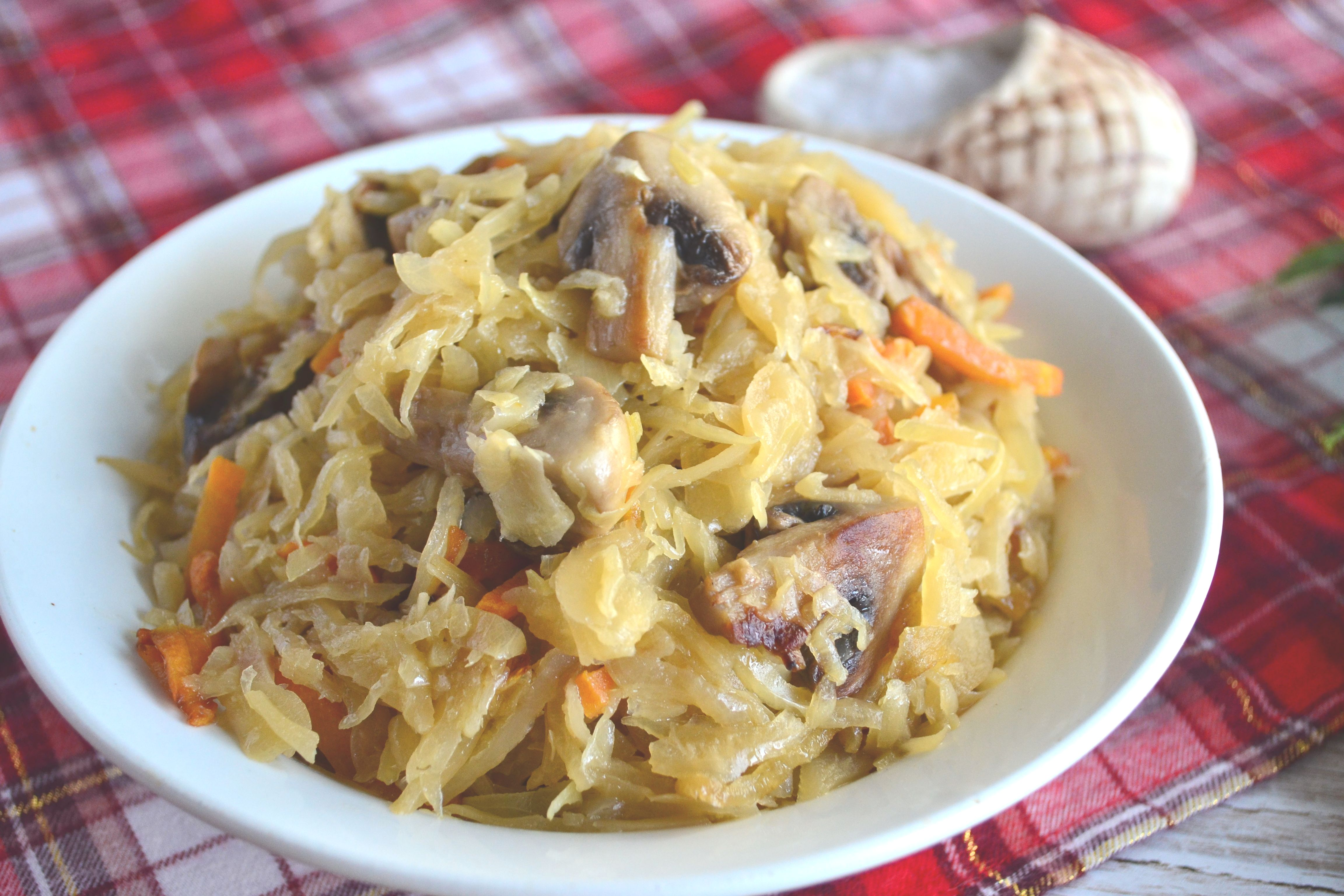
Капуста тушкована з грибами

Здавна на Поліссі вживають багато каш, найбільш популярними є гречана та пшоняна. Їх варять крутими для вживання з молоком і шкварками та рідкими для кулешу, крупника. Саме на Поліссі найчастіше готували каші-розмазні на сироватці чи маслянці. До XX століття популярною була лемішка - каша з гречаного борошна, яке в наші дні практично вийшло з вживання. Сьогодні пшеничні каші та борошно практично витіснили більш традиційні для поліської кухні крупи. З пшеничного борошна готують традиційні для української кухні вареники, галушки, млинці, оладки, локшину.

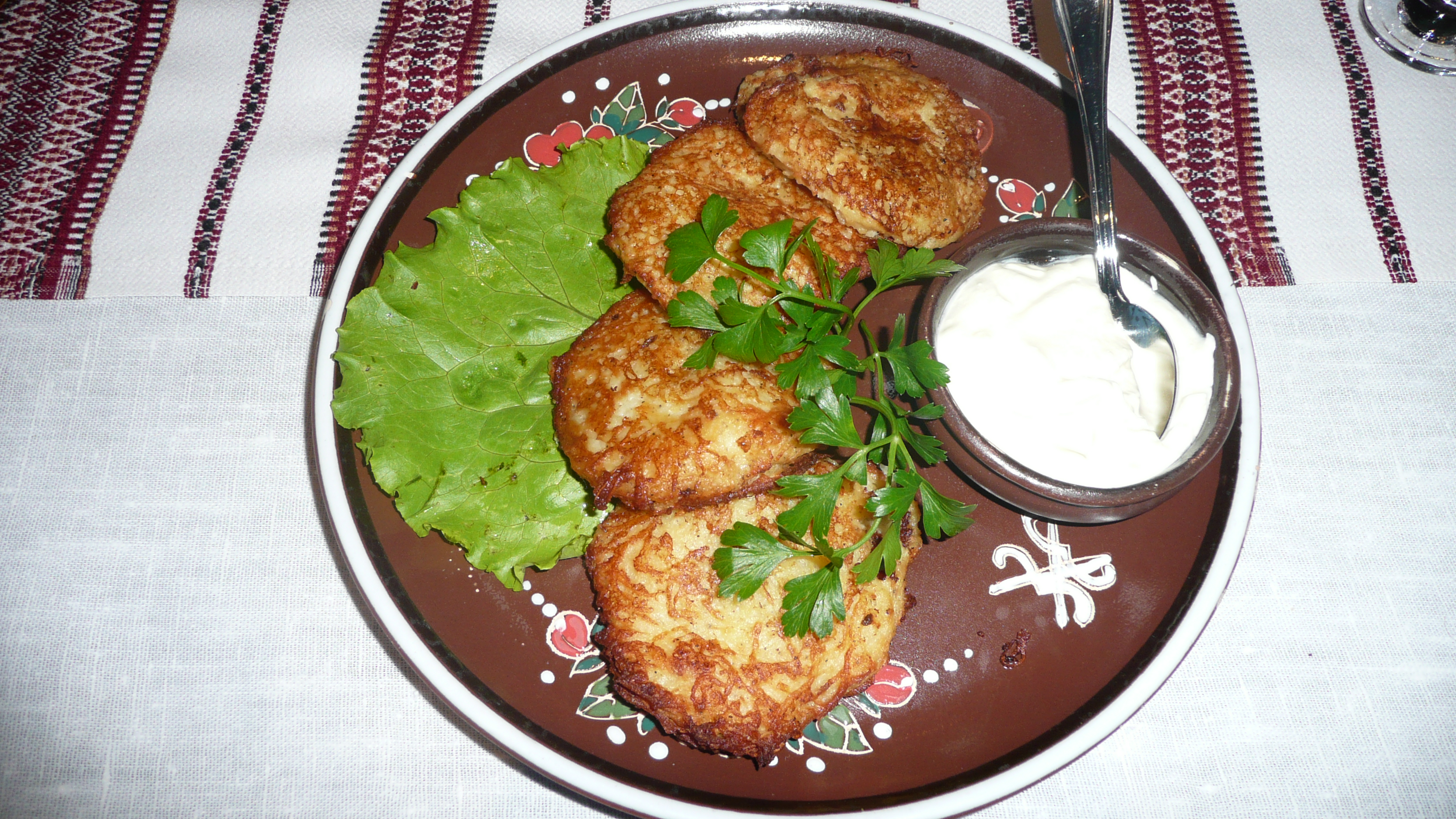
Деруни зі сметаною – типова поліська страва

Добре знайомими для населення Полісся були і бобові рослини, зокрема горох. З нього, особливо на західному Поліссі, готують каші, а також поминальні страви. У ХVІІ столітті з'являється квасоля і незабаром набуває широкого поширення. Бобовими начиняють пироги, наприклад, на Лівобережному Поліссі начинкою служить підсолоджена квасоля з калиною.

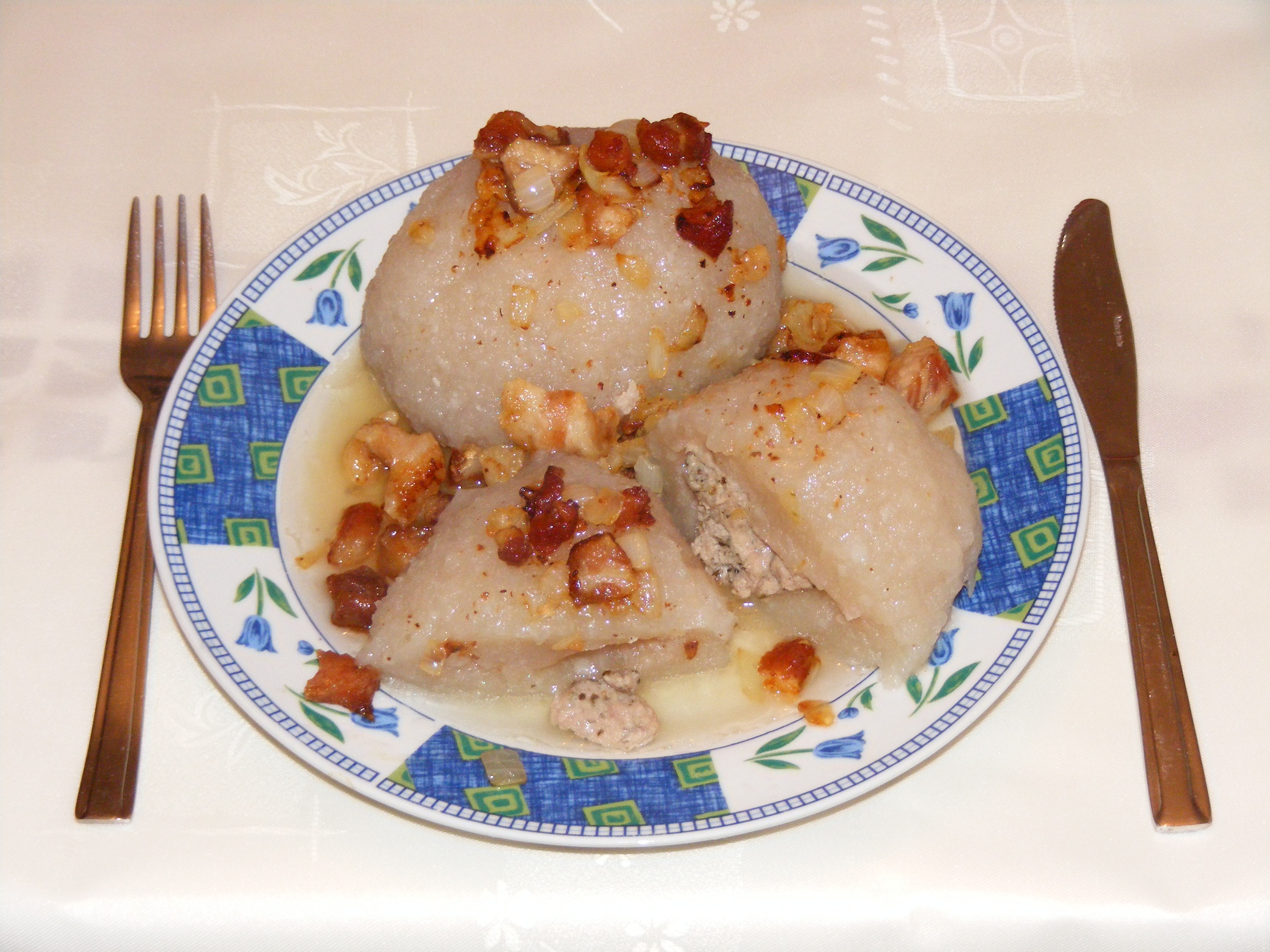
Пизи

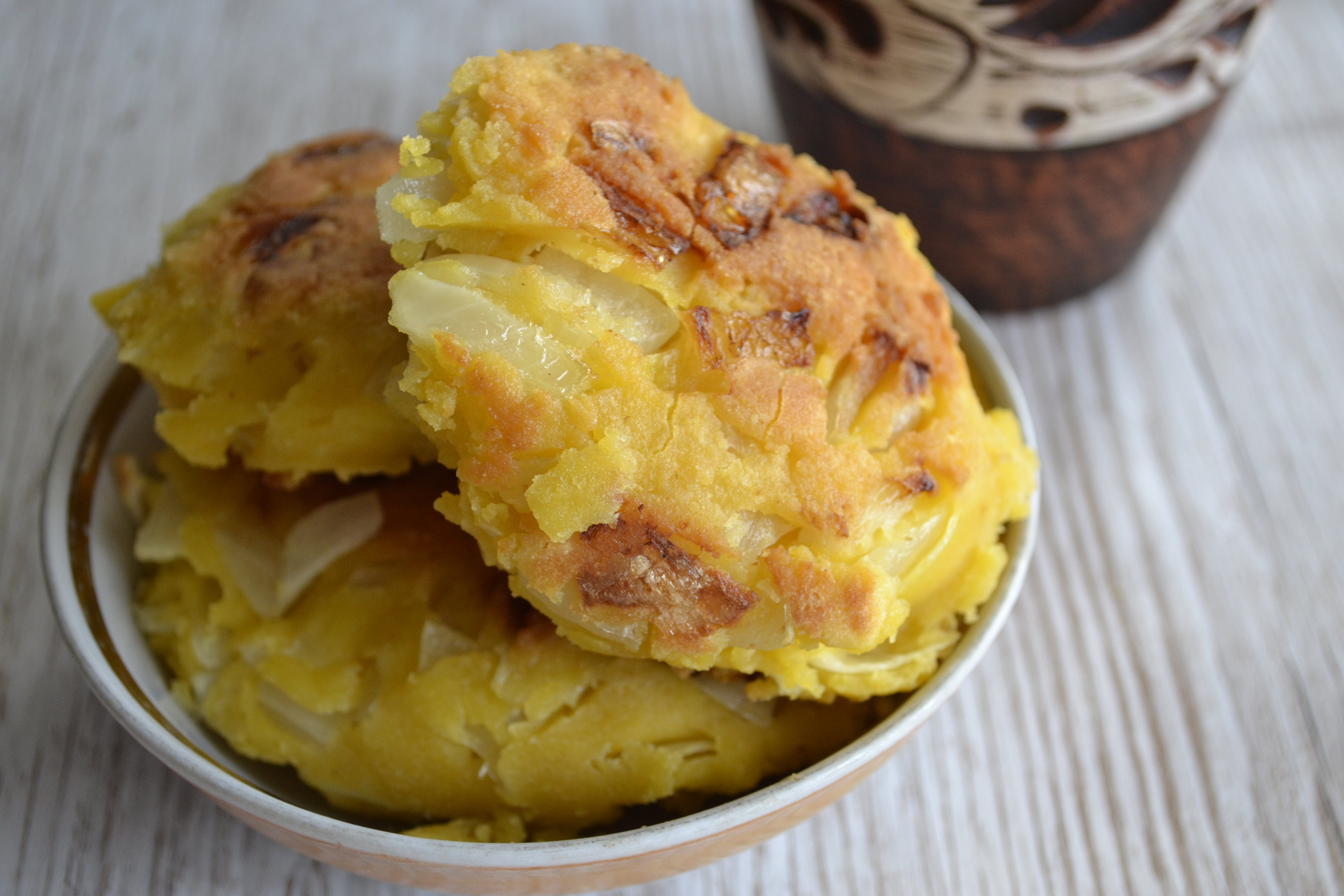
Цибульники

У ХVІІІ столітті на Поліссі з'явилася картопля, а вже в середині ХІХ століття в Україні і, зокрема, на Поліссі, починається справжній картопляний бум. Картопля поступово витіснила ріпу і навіть зернові. Типовою для поліської кухні стравою стають картопляники («бульб'яники»), лежні, драники чи деруни з начинкою та без, штурханці, цибульники (цибулеві оладки). У місті Коростень на Житомирщині деруни навіть перетворили на своєрідний кулінарний бренд: тут щороку проводять міжнародний фестиваль дерунів, куди з'їжджаються виявити своє мистецтво кухаря з усієї України і не лише. У парку, де проходить, навіть встановили пам'ятник деруну.
Городні культури на Поліссі представлені капустою, огірками, буряком, морквою, часником та ін. Популярними були і є дикорослий хрін та щавель. Найбільш популярною овочевою стравою є борщ у всіх його різновидах. При цьому відмінною рисою поліських борщів є те, що борщ тут, як і капустняк, крупник, не заправляють гострими продуктами (перцем), як це заведено на півдні.

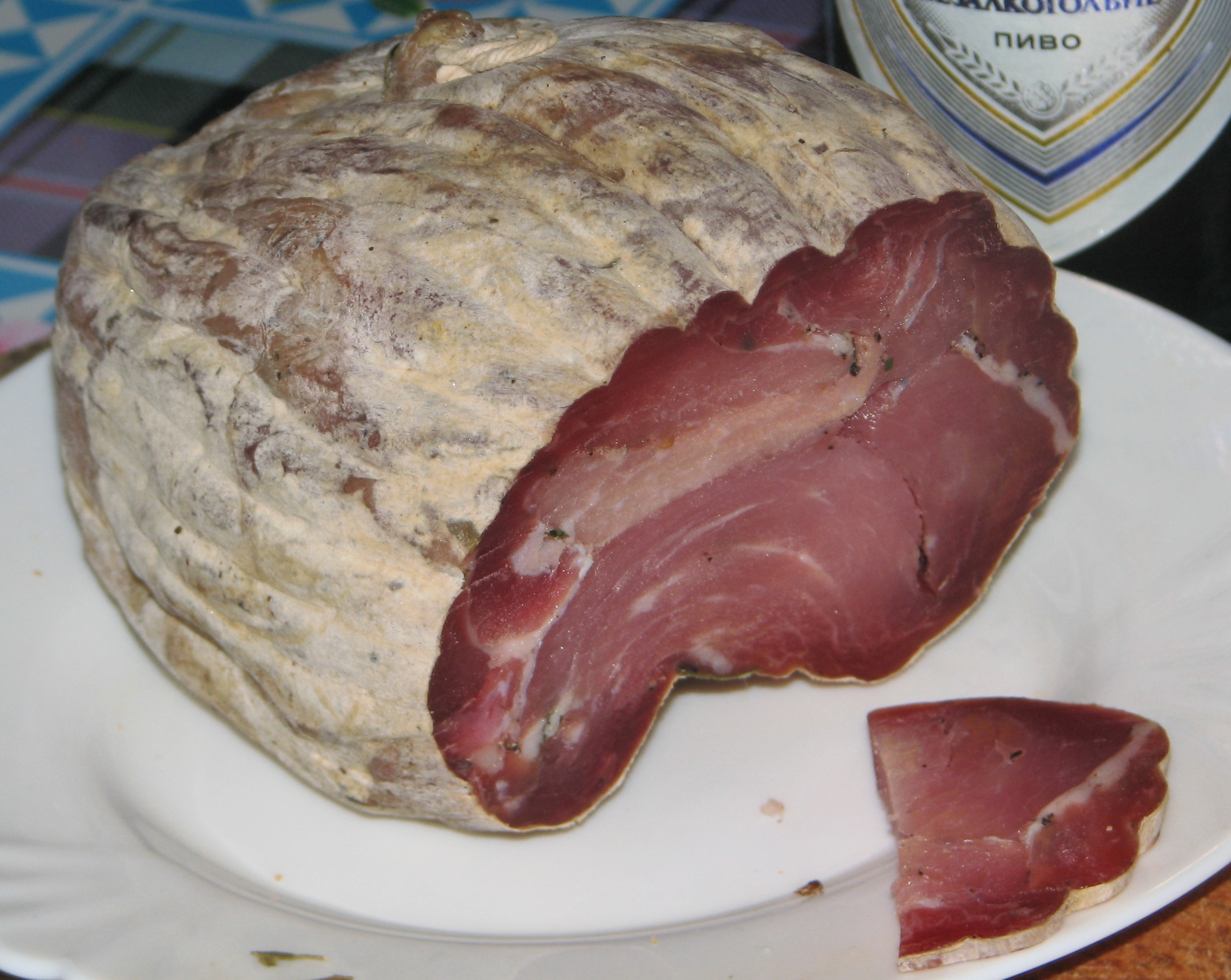
Мацик чи «Поліське диво»

М'ясні страви ще до першої половини ХХ століття були атрибутом переважно святкової кухні поліщуків. У наші дні м'ясних страв у раціоні мешканців Полісся значно більше. Найбільше м'яса вживали взимку — від Різдва до Масляної та на Великдень. У цей час кололи кабанів, готували ковбаси, сальтисон («ковбик»), мацик (сиров'яле м'ясо в свинячому шлунку), запечене в тісті стегно, холодець, м'ясну мачанку. Особливістю поліських м'ясних страв є те, що в м'ясні підливи та соуси до м'яса часто додають гриби, журавлину, кмин.
Багатство поліської кухні забезпечується і молочними продуктами. На молоці варили каши, локшину, ним заправляли картоплю . Багато століть на Житомирщині та Чернігівщині готують гуслянку, кисляк, ряжанку, сири, молочну мачанку.
З олійних культур традиційно переважав льон, тоді як на решті території України більше сіяли коноплі. Соняшник набуває поширення лише наприкінці XIX століття.
Постачальниками сировини для знаменитих поліських компотів, узварів, киселів, які стали місцевим етикетним застільним феноменом, а також начинок для пирогів, були присадибні сади, але особливо дикорослі фруктово-ягідні рослини. Збирання взагалі багато століть було характерним для жителів Полісся, що є природним для лісового регіону. Також досі Полісся славиться своїми грибами та різноманітністю грибних страв (калатуша).
Аналогічним чином, велика кількість водних угідь позначилося на різноманітності рибних страв. Риба була звичайною стравою під час постів та обов'язковим елементом поминального столу. Рибу клали в борщі і юшки, смажили, пекли. Раковий промисел також був поширений до XIX — першої половини XX століття. У домашній селянській кухні з давніх-давен готували ракові супи; раковим м'ясом заправляли пісні каші та галушки.

## Напої
Для Полісся, більш ніж для інших регіонів України, характерні кваси, особливо із соків дерев (березовий) та фруктово-ягідні. Популярним був квас цибер на основі житнього чи вівсяного борошна. Їх заквашували житнім хлібом чи солодом, медовими сотами, журавлиною, брусницями. Широко відомі і напої на основі меду: питний мед, збитень, сита. І, звісно, алкогольна медовуха. Алкогольні та слабоалкогольні напої також представлені наливками (вишнева, сливова, смородинова, тернова, малинова, ожинова, калинова, бузинова), і настойками, особливо на лісових ароматних травах (зубрування, звіробій, калган, чебрець, м'ята та ін.). З XVI століття стає поширеною горілка, а вживання вина було притаманним для заможних.